# Емелин, Всеволод Олегович
Всеволод Олегович Емелин (род. 1959, Москва) — русский поэт, реставратор и экскурсовод, актёр. Лауреат Григорьевской поэтической премии (2010, 1 место).

## Биография
Родился в 1959 году в Москве.
По окончании средней школы поступил в Московский институт геодезии, аэрофотосъемки и картографии.
Завершив учёбу, четыре сезона работал на севере Тюменской области — Нефтеюганск, Нижневартовск, Харп. Вернувшись, несколько лет работал экскурсоводом по Москве. После 1991 года работал подсобником на стройках, сторожем в церкви.

Был близок к кружку, группировавшемуся вокруг Александра Меня. По его словам, 
…там сидела типа элитарная интеллигенция, разговаривали о высокодуховном, а меня посылали клеить листочки с требованиями свободы совести. Увлечение подобными идеями продолжалось у меня где-то года до 1996-го — записывался в Народный фронт, защищал Белый дом… Потом все эти кружки групповой психотерапии климакса надоели.
Начиная с конца 1970-х пишет стихи. Пытался опубликоваться во всех имеющихся бумажных и сетевых изданиях, но безуспешно.
Первая публикация — в «Независимой газете» в разделе «Кулиса и сцена». Далее — публикации в сетевом издании «Топос» (по инициативе Мирослава Немирова, по инициативе Немирова же вышла первая книга Емелина).
С 2002 по 2005 участвовал в организованном Мирославом Немировым Товариществе мастеров искусств «Осумасшедшевшие безумцы» (ОсумБез) вместе с поэтами Владимиром Богомяковым, Юдиком Шерманом, Юлией Беломлинской, Андреем Родионовым, Евгением Лесиным, Александром Курбатовым, Германом Лукомниковым и др. Осенью 2005 вышел из Товарищества.
Публиковал еженедельные фельетоны в пермской интернет-газете «Соль».
На жизнь зарабатывает работой плотником в церкви Успения Пресвятой Богородицы на Успенском вражке.
14 декабря 2010 года В. Емелину присуждена Григорьевская поэтическая премия.
Снялся в роли Лесника, отца Золушки в фильме «Смуthи в портрете ин100грамма».
Снялся в роли самого себя в фильме «Петровы в гриппе».
Играет в постановках «Центра Драматургии и режиссуры» и «Мастерская Петра Фоменко».
Имеет взрослого сына.

## Поэтика
Поэзия Емелина, по мнению критика Льва Пирогова, «прямолинейна, публицистична и политически некорректна», а пронизывающие её «ирония и самоирония рудиментарны» и требуются «лишь для того, чтобы не попасть в поле притяжения черносотенного дискурса». Как указывал Григорий Дашевский, главной темой стихов Емелина является обида: на разного рода власть, на этические и культурные нормы и т. д. В то же время, по мнению критика Евгении Вежлян, Емелин «тонкий стилизатор и знаток поэзии, <который> играет роль простого рабочего, пишущего понятные народу стихи». Однако главное не в том, что он пишет пародии на размер «высокой» советской поэзии, а в том, что исследует власть: «Что бы ни делал его герой, на самом деле он адресуется власти, борется с ней, добивается её благосклонности, проклинает её».

Вчера Владимир Путин согласился с предложением участников Всероссийского литературного собрания создать объединительное Литературное общество…
…поэт Всеволод Емелин на секции прозы предложил выбрать «мужчину представительной внешности или женщину приятной наружности»:

— И пусть она подойдет к Путину и скажет прямо и честно: «Мы, писатели, хотим денег! А вы прямо скажите, что от нас требуется! Можем написать поэму об Олимпиаде, а если надо — про дружбу народов…»
Обычный приём «иронизации» — насыщение текста аллюзиями и легко узнаваемыми цитатами (в основном из текстов, составляющих «багаж» среднего постсоветского интеллигента: стихи поэтов Серебряного века, произведения Ильфа и Петрова, Венедикта Ерофеева и проч.). Также Емелин использует медийные штампы, образы и мифы массового сознания. Обычный жанр емелинского стихотворения — псевдоотклик на медийную новость.
В 2023 году в связи с вооружённым вторжением России на Украину Емелин выразил сожаление в связи с тем, что когда-то писал «стихи, призывающие к агрессии, к борьбе», которые «могли в своё время сформировать у людей отношение к действительности, которое сработало спустя годы».